# L'Honneur de Barberine
 (mai 2018).
L'Honneur de Barberine  est un roman policier de Charles Exbrayat paru en 1981.

## Résumé
Agénor Vernafrède est un vieillard qui tyrannise sa famille dans un hameau des environs de Mérignan (Haute-Ardèche). Il a pour ennemie Annette Remèze, qui a à peu près le même âge et exerce une autorité aussi incontestable sur sa propre famille. Divers événements vont agiter La Balanchère, propriété des Vernafrède, entre autres la décision d'une des filles d'épouser un gendarme contre l'avis de son grand-père, et divers tentatives d'assassinat sur Annette Remèze, qui ne manquent de réjouir de maître de La balanchère.
Barberine, fille chérie d'Agénor, remporte le concours local des meilleurs Pélardons qu'Annette Remèze était certaine de gagner. Elle se vengera en fessant sur la place du marché la gagnante. La famille vernafrède décide de laver l'honneur de Barberine dans le sang, et rappelle pour cela un de ses fils parti faire ses études à Toulouse. Celui-ci, un garçon doux et qui vit un grand amour, n'envisage aucunement de commettre un meurtre pour venger l'honneur de sa tante, et le fait bien savoir. Mais Annette Remèze est retrouvée morte quelques jours plus tard…